# Фома Магистр
Фома Магистр, в монашестве Феодул (греч. Θωμάς Μάγιστρος, ок. 1270, Фессалоники — 1325) — византийский филолог, советник императора Андроника II Палеолога (1282—1328).
Главное сочинение Фомы — «Изборник аттических имен и глаголов» (Ἐκλογὴ ὀνομάτων καὶ ῥημάτων ἀττικῶν) — алфавитный словарь аттических слов и выражений с примерами их употребления древними авторами. Помимо старых лексиконов, Фома Магистр использовал сочинения Геродота, Фукидида, Синесия и других авторов. Им также написаны речи «О царской власти», «О государстве» и другие, письма, схолии к сочинениям Эсхила, Софокла, Еврипида, Аристофана, Пиндара и Синесия, гимны и панегирики.
Его речи и письма частично состоят из декламаций на обычные софистические темы, частично относящиеся к современным историческим событиям: например, спор между отцами Кинегира и Каллимаха (двумя афинянами, павшими в битве при Марафоне) относительно того, кто из них имеет больше прав первым произнести над ним похоронную речь. Томас — автор защиты византийского генерала Хандриноса в адрес императора; письма о жестокостях каталонцев и турок в Фессалии и Македонии; поздравительного письма Феодору Метохитесу; и панегирика королю Кипра .